# Edad de oro del periodismo
La edad de oro del periodismo fue una etapa histórica en el ámbito de la comunicación que tuvo lugar entre finales del siglo XIX y principios del siglo XX (1870-1914) en Europa y, especialmente, en Estados Unidos. Este fenómeno del periodismo fue originado por el surgimiento de la comunicación de masas, que marcó una profunda transformación social, política y económica. Dicho período fue también reconocido en México como la «era mediática» o  «sociedad del periódico». 

## Factores explicativos generales

### Factores económicos
La crisis de 1870 puso de manifiesto la saturación de la industria tal y como se conocía tras la revolución industrial. Sectores como el textil y el ferrocarril generaban una producción que no podía ser absorbida por la demanda. La acumulación de productos y mercancías condujo a la primera crisis del capitalismo.
La llegada de la crisis de 1870 tuvo dos ramificaciones:
- Ampliación de los mercados: Las grandes potencias iniciaron la colonización de nuevos territorios que hasta entonces se habían mantenido al margen del capitalismo (Oceanía, India, África, etc.).[4] Esta estrategia, conocida como imperialismo, permitió el comienzo de la globalización del mercado.
- Innovación tecnológica: Las industrias que habían quedado obsoletas con la crisis, abrieron paso a industrias como la química, la eléctrica o la industria del automóvil. Todas ellas contribuyeron con sus aportaciones al desarrollo de los medios de comunicación, que acabaron convirtiéndose en una de las industrias punteras de la nueva economía capitalista. Principalmente, fueron fundamentales tres grandes inventos: la rotativa, la linotipia y la fotografía.[3]

### Factores sociales
En el siglo XIX la prensa era objeto de consumo para las élites y su distribución era muy limitada por su alto coste. La prensa se popularizó con la aparición del periódico francés Le Petit Journal en 1863, que salió a la venta por cinco centavos, lo que posicionó al periódico como el primer medio de comunicación de masas.
Las mejoras técnicas no fueron las únicas responsables de la aparición de una prensa de masas, ya que también se deben tener en cuenta una serie de transformaciones sociales: 
- El aumento demográfico: En esta época se produce el paso del Antiguo Régimen demográfico al nuevo, gracias al progreso en la higiene y en la medicina. A esto hay que añadir el elevado número de migraciones, sobre todo de Europa a Estados Unidos. Desde la perspectiva de la comunicación, estos cambios suponen mayor capacidad lectora y más interés en la prensa para entender el nuevo lugar al que se llega.
- La urbanización: la aparición de grandes ciudades supone la existencia de un éxodo rural, además del éxodo intercontinental
- El crecimiento de la alfabetización
- La aparición y progresiva generalización del sufragio universal
- La posibilidad de voto generaba una demanda de información que los medios de comunicación podían satisfacer el surgimiento de la sociedad de masas.
- El establecimiento de una nueva legislación que liquida las trabas que se habían puesto a la libertad de imprenta y que eran consecuencia de la presión social.[5]

## La edad de oro del periodismo en Estados Unidos
Los periódicos en el siglo XVIII eran creados y tenían una corta duración de años hasta su desaparición debido al escaso consumo y recursos. El coste total de la información de los periódicos era elevado, la causa principal por la cual los lectores no estaban dispuestos a adquirir dicho producto periodístico. El método de información más utilizado en la época por la población era el rumor.

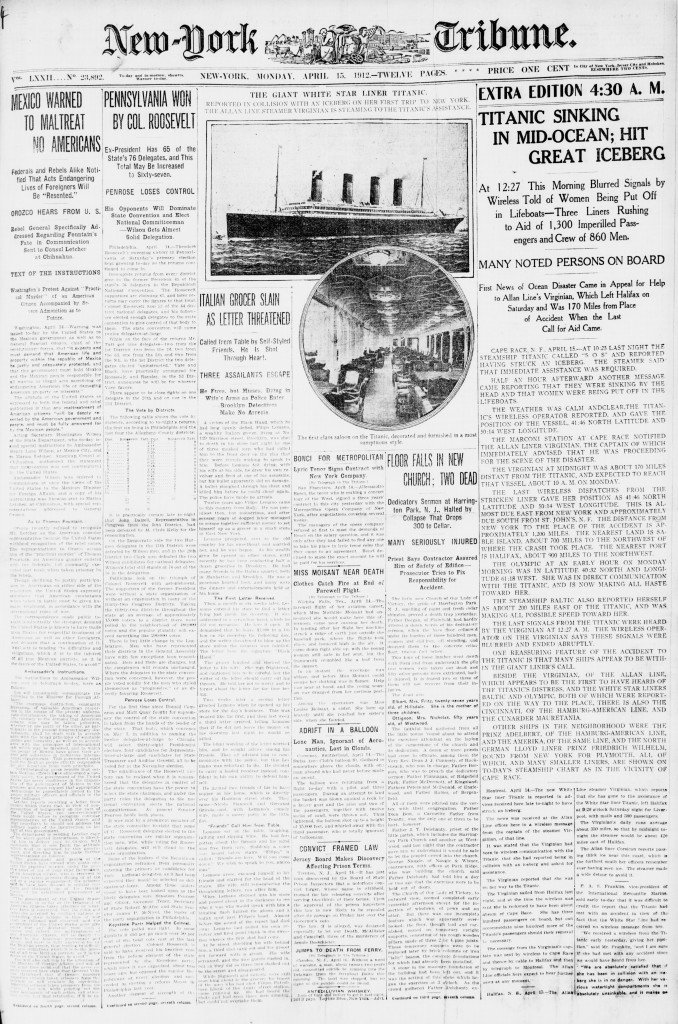
El periódico New York Tribune cubre el hundimiento del Titanic en 1912.

La edad de oro del periodismo en Estados Unidos se desarrolló desde la segunda mitad del siglo XIX hasta el comienzo de la Primera Guerra Mundial. El principal factor que marcó el reconocimiento de dicha etapa del periodismo estadounidense es la comunicación de masas.El periódico Pennsylvania Evening Post nació en 1783 y fue el primer diario estadounidense. En el siglo XIX aumentó a veinte el número de diarios y el proceso de la Revolución Industrial culminó con un aumento exponencial de esta cifra. Benjamin Henry Day publicó en 1833 la primera edición del periódico New York Sun, un objeto de prensa barata de contenido popular que se convirtió en el dominante del negocio periodístico estadounidense hasta finalización del siglo XIX, procediendo a una modernización del periódico y la audiencia de masas como destinatario. Los contenidos eran sensacionalistas, de interés humano y el bajo coste de un centavo. El New York Sun fue un periódico exitoso que incorporó también una gran parte de publicidad y se le consideró como el pionero en la comunicación de masas de Estados Unidos.
Otros medios que siguieron este modelo de prensa masiva fue el New York Tribune, creado en 1841 por Horace Greeley. El periódico fue muy reconocido en la prensa norteamericana y su información predominaba en una ideología antiesclavista y republicana . En 1835 James Gordon Bennet funda el periódico New York Herald, su salida al mercado generó una venta de más de 100.000 ejemplares y los contenidos sobre crímenes y sucesos resultaban atrayentes para los lectores. Con el surgimiento de este medio, la prensa comienza a entenderse como un negocio de múltiples y altos beneficios.
En 1851, nace el tercer periódico de la época The New York Times, de carácter masivo y fundado por Henry Raymond. El medio gana en el mismo año por primera vez el premio Pulitzer debido a su labor periodística y reconocimiento en Estados Unidos. Este tipo de medios masivos surgen debido a una serie de factores como el abaratamiento del papel, los avances tecnológicos que facilitaban una producción más rápida y la incorporación progresiva y creciente de la publicidad .
Estados Unidos se encuentra en plena edad de oro del periodismo y Pulitzer funda en 1883 el New York World. El periodismo de masas y sensacionalista renace y es acogido con el nombre de prensa amarilla o «Yellow Journalism», un periodismo basado en la ausencia de rigor periodístico y con titulares llamativos apelan a las emociones. Sin embargo, William Randolph Hearst lanzó en 1895 el New York Morning Journal y el San Francisco Examiner con el fin de competir con Pulitzer, siendo finalmente Hearst el principal exponente de la prensa amarilla. El suceso que marcó la prensa de Hearst fue la participación y cubrimiento informativo de la guerra hispano-norteamericana en 1898. Cuando empieza la Primera Guerra Mundial en 1914, los periódicos de Hearst mantienen una posición neutral hacia la guerra, mientras que los periódicos de Pulitzer toman una postura mediática favorable a la intervención contra Alemania.

### Principales aportaciones de la prensa amarilla
Los principales periódicos de masas adoptaron novedades en la presentación y el lenguaje. En cuanto a la presentación, aumentó el número de páginas, lo que supuso el incremento de los lectores y también del espacio dedicado a la publicidad. La iconografía en los medios ganó importancia en detrimento del texto y la maquetación pasó de las cinco columnas a la generalización de la maquetación horizontal. Respecto al lenguaje, empezó a utilizarse un estilo más coloquial y próximo. Con el nacimiento del periodismo sensacionalista se desarrolló en la sociedad de masas una forma diferente de entender la información, tomando la persuasión y la interpretación como protagonistas. En 1893, los dos fundadores de la prensa amarilla, Pulitzer y Hearst, apostaron por la novedosa introducción de ilustraciones informativas en sus periódicos, con abundante color en las creaciones y con el principal objetivo de atraer y entretener a cualquier público de lectores.

### Máximos exponentes de la prensa amarilla
Los periódicos asumían el cambio sociológico y demográfico de la población y Joseph Pulitzer decidió realizar los primeros cambios en sus periódicos, entre los que destacó principalmente el New York World como prueba en un medio que no había resultado exitoso. Desde que Pulitzer se convirtió en el propietario del medio en 1883, su éxito se unía al de otros periódicos, en una sociedad en la que primaba el aumento de circulación e industrialización de la información.
William Randolph Hearst se convierte en 1895 en fundador del periódico New York Journal con la referencia de conocimientos aprendidos de Pulitzer, y llegar incluso a desarrollar una prensa con mayor sensacionalismo. Los factores de éxito de los fundadores del periodismo sensacionalista fueron:  
- Lenguaje sencillo, claro, próximo y directo
- Precio asequible a todas las capas sociales
- Especial importancia de la primera página, así como de la composición general
- Periodismo autorreferencial como herramienta estimulación del debate público
- Incorporación pionera de la publicidad
- Reporterismo en zonas alejadas
- Atención continua a la evolución del mercado
- Conversión del periodismo en un negocio.[11]

## La edad de oro del periodismo en Europa

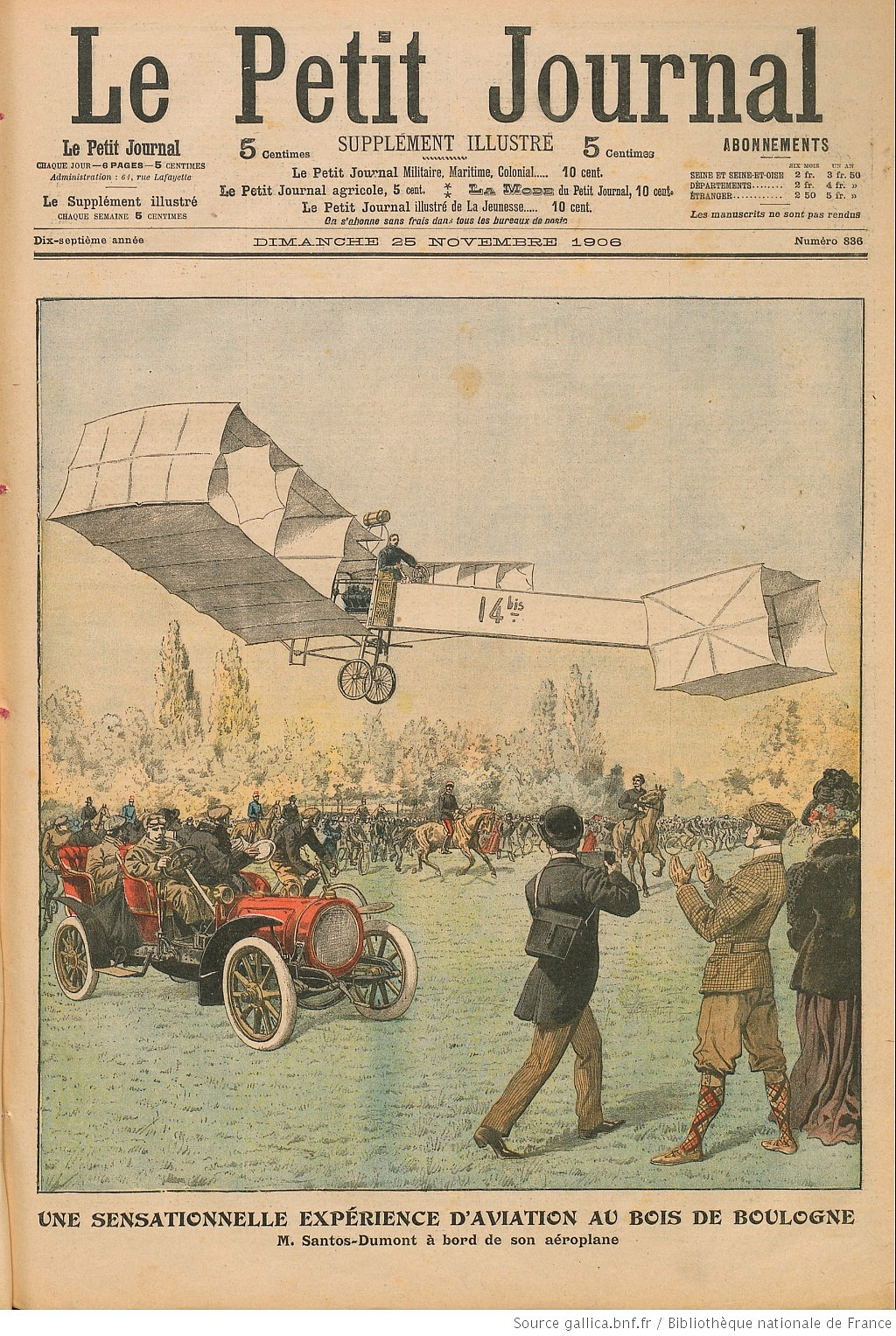
Portada ilustrativa del periódico francés Le Petit Journal en 1906

El auge del periodismo de masas en América del Norte durante la segunda mitad del siglo XIX produjo en Europa una mayor presencia de los medios norteamericanos. La unión de los dos continentes por un cable submarino en 1866 originó la proliferación de agencias de información europeas. La primera agencia de información norteamericana se fundó en 1846 con el nombre de Associated Press, siguiendo  a las primeras europeas como Havas en Francia, Wolf en Alemania y Reuters en Gran Bretaña. Además, llegó a publicarse en 1885 una edición francesa del periódico New York Herald, el medio antecedente del International Herald Tribune. 
En el siglo XIX, la prensa europea experimenta un cambio trascendental en el que influyen diferentes causas:
- La aparición de la prensa obrera debido a la Revolución Industrial.
- Una progresiva alfabetización que se desarrolla en todo el territorio europeo.
- Actualización de noticias
- Variedad de contenidos[4]

Entre 1870 y 1914 la libertad de prensa provoca la aparición de un periodismo para la élite, como en Francia con  Le Figaro o Le Journal des Débats, el Il Sole en Italia o en Alemania con el Frankfurter Zeitung Allgemeine . La prensa masiva se consolida con periódicos franceses como  Le Petit Journal, Le Matin o italianos como Il Secolo o el Corriere della Sera.
Los antecedentes que dieron comienzo a la era del periodismo en España se encuentran en el periodo de la Restauración borbónica en España (1874-1931), una etapa de la historia en la que empresas periodísticas toman la actividad de informar en apoyo al nuevo sistema político. La prensa escrita se convierte en una importante herramienta de información en España durante el siglo XIX, un hecho que comenzó a reflejarse en el ámbito social, económico y académico.

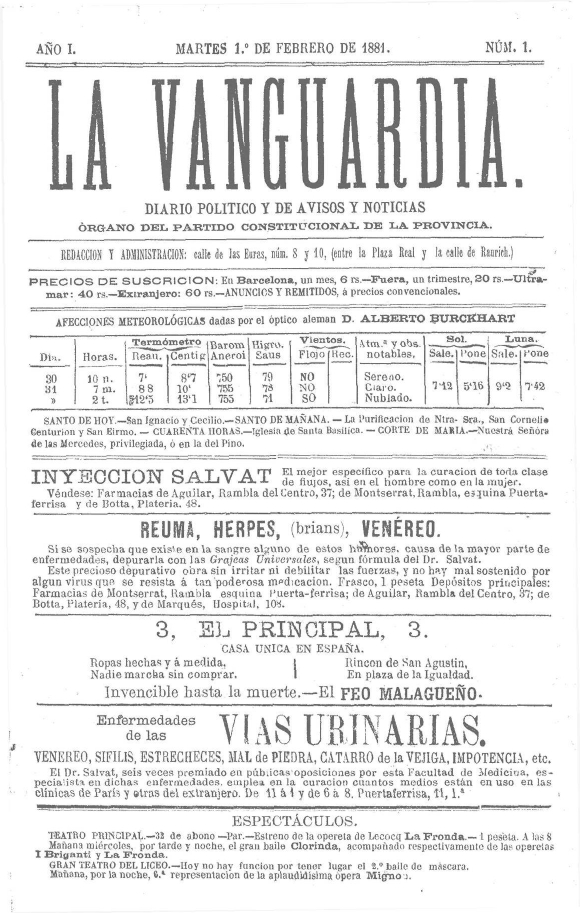
Primer número del periódico La Vanguardia en 1881.

La prensa de España dio un cambio significativo en torno a los contenidos en el último tercio del siglo XIX. El nacimiento del predominio informativo frente al periodismo de opinión originó, a su vez, el cambio de periódicos de temática política por el impulso hacia la prensa industrial. Otra de las búsquedas con los cambios de la prensa española fueron los beneficios económicos, que eran generados, en parte, por la utilización de la publicidad. Ángel Fernández de los Ríos fundó en 1850 el periódico Las Novedades, basado en secciones variadas de noticias. En 1859 apareció La Correspondencia de España, un medio en el que predominaba la información como competencia de los periódicos políticos. En plena edad de oro del periodismo español, nacen periódicos que tendrán una fuerte relevancia informativa en la historia, como La Voz de Galicia , La Vanguardia, El Heraldo de Aragón, El Adelanto de Salamanca, entre otros. También surgen revistas con fotografías o ilustración caricaturesca, entre las que primaron Nuevo Mundo o La Ilustración Española.
En el último tercio del siglo, dos periódicos destacaron por la continuidad de sus publicaciones semanales como El Imperial o El Liberal. Los dos periódicos tuvieron éxito llegando a ventas de 140.000 ejemplares debido a la rotativa de publicación, el abaratamiento de coste y la utilización de titulares que captaban la atención de los lectores. Los medios comienzan a incorporar reseñas de contenido periodístico en forma de obras literarias y manuales de retórica, cuyas referencias se ubicaban en las páginas finales del periódico. En 1890, surge Heraldo de Madrid y se crean nuevos medios que contienen cambios en el modelo informativo y lenguaje utilizado, lo que significaría el origen de la información periodística del siglo XX.
En 1903 nace el diario ABC, uno de los periódicos más relevantes en la historia de la prensa española, fundado por Torcuato Luca de Tena. El medio aparece con un formato modernizado y un aumento de presencia de gráficos. En 1906 los periódicos El Imparcial , El Liberal y El Heraldo de Madrid se asocian para aumentar los beneficios y nace una fuerte competencia mediática en 1917, El Sol. El medio contenía secciones ampliadas de información cultural, internacional y un aumento cuatro páginas en comparación con otros periódicos. Otros medios que también destacaron en la época fueron La Voz o El Debate.
En los periódicos, los contenidos basados en la literatura constaban de diferentes tipologías discursivas:
- La oratoria
- Obra histórica
- Obra epistolar
- El discurso

Los periódicos incluyeron estos apartados periodísticos con un objetivo didáctico para los lectores. Los modelos de prensa de la época generaron en muchos autores una motivación particular por publicar contenidos de oratoria política. La utilización de diferentes modalidades del discurso genera una búsqueda de un género periodístico clasificable a cada pieza literaria, cuyos estilos pioneros fueron los artículos literarios o el artículo de fondo. Al comienzo del siglo XX, surge el nombramiento de géneros periodísticos como  editoriales o la crónica.
Los autores de la Generación del 98 que destacaron como cronistas en los medios españoles fueron Valle- Inclán, Rubén Darío, Benito Pérez Galdós y otros escritores menos conocidos como Joaquín Dicenta, Antonio Palomero, Pedro Barrantes, Alejandro Sawa o Luis Bonafous, que redactaban piezas literarias con el objetivo de ejercer una denuncia social por el desastre del 98 o la pobreza en la que se sumía la población española, entre otros temas. También realizaban análisis sobre los problemas de España, así como de la presencia de las enfermedades, la falta de vacunas, la crítica política o el analfabetismo que rondaba el 60%.

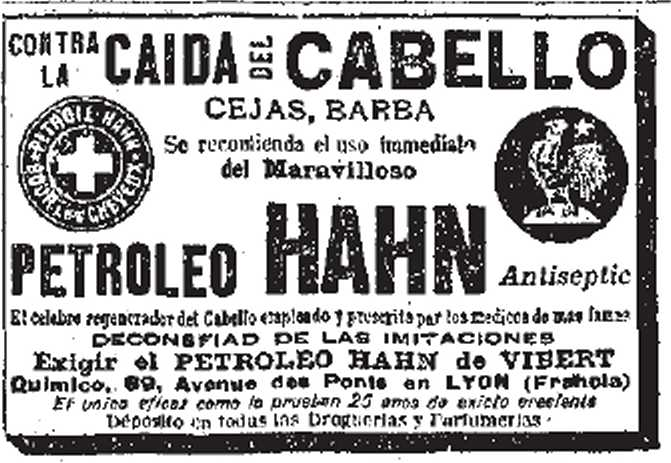
Publicidad de El Liberal en 1909.

| Periódico         | Año de fundación |
| ----------------- | ---------------- |
| El Imparcial      | 1867             |
| La Voz de Galicia | 1872             |
| La Vanguardia     | 1881             |
| Heraldo de Madrid | 1890             |
| El Liberal        | 1902             |
| ABC               | 1903             |
| El Sol            | 1917             |